# Taramassus dirshi
Taramassus dirshi är en insektsart som beskrevs av Baccetti 1962. Taramassus dirshi ingår i släktet Taramassus och familjen gräshoppor. Inga underarter finns listade i Catalogue of Life.